# Sophie De Schaepdrijver
Sophie Claudine barones De Schaepdrijver (Kortrijk, 11 september 1961) is een Belgische historica met focus op menselijke migratie, 19e-eeuwse steden, nationalisme, cultuur en de Verenigde Staten.

## Levensloop
In 1979 ging Sophie De Schaepdrijver geschiedenis studeren aan de Vrije Universiteit Brussel. In 1983 studeerde ze verder aan het European University Institute te Florence. In 1986 ging ze lesgeven aan de Vrije Universiteit Amsterdam en was verbonden aan de Amsterdamse School voor Sociaal-wetenschappelijk Onderzoek. In 1990 promoveerde ze bij Joop Goudsblom met een bekroond proefschrift Elites for the Capital? Foreign Migration to mid-nineteenth-century Brussels.
In 1990 doceerde De Schaepdrijver een academiejaar moderne Europese geschiedenis aan de Rijksuniversiteit Groningen en in 1991 deed ze dat aan de Rijksuniversiteit Leiden, tot ze in 1995 vertrok naar de Verenigde Staten. Na een academiejaar doceren aan het National Humanities Center begon ze in 1996 aan de New York-universiteit (tot 2001), in 1999 een academiejaar aan de Princeton-universiteit en sinds 2000 doceert ze moderne Europese geschiedenis aan de Pennsylvania State University.
In 2012 werd De Schaepdrijver door de stad Brugge tot curator benoemd voor de activiteiten die door deze stad worden georganiseerd ter herdenking van de Eerste Wereldoorlog. Samen met drie andere historici werd ze belast met de academische voorbereiding van de herdenking van de Eerste Wereldoorlog in de Belgische Senaat op 7 oktober 2016. In 2014 presenteerde ze voor Canvas de vierdelige televisiedocumentaire Brave Little Belgium waarvoor ze ook de redactie deed. In datzelfde jaar werd ze benoemd tot commandeur in de kroonorde en in 2015 werd haar de Davidsfonds Geschiedenisprijs uitgereikt. In 2017 kreeg ze de persoonlijke titel van barones. Sophie De Schaepdrijver is lid van de belgicistische drukkingsgroep B Plus.

## Privéleven
Sophie De Schaepdrijver is getrouwd met de Chinees-Amerikaanse professor Ronnie Po-Chia Hsia met wie ze twee kinderen heeft. Na een verblijf van 23 jaar in de VS keerde ze in 2018, naar eigen zeggen uit aversie voor het xenofobe rechts-populistische beleid van president Trump, samen met haar zoon terug naar België. Ze is het achternichtje van Karel De Schaepdrijver, een van de voormannen van de Vlaamse frontbeweging tijdens de Eerste Wereldoorlog.

## Publicaties (selectie)
Sophie De Schaepdrijver publiceerde over de Eerste Wereldoorlog, migratie, 19e-eeuwse steden, nationalisme, enzovoort.
- De Groote Oorlog – Het Koninkrijk België tijdens de Eerste Wereldoorlog, Antwerpen – Amsterdam, Atlas, 1997, ISBN 9789089242617
- Taferelen uit het burgerleven: essays en aantekeningen, 2001
- Gent: een stadsmuseum in Vlaanderen. Enkele voorstellen voor het Bijlokemuseum, 2002
- Erfzonde van de twintigste eeuw – Notities bij '14-'18, 2013, Houtekiet – Atlascontact, ISBN 978-9089242624
- Bolwerk Brugge – Bezette stad in 14 – 18, Uitgeverij Hannibal, 2014, ISBN 978 94 9208 104 9
- Gabrielle Petit. Dood en leven van een Belgische spionne tijdens de Eerste Wereldoorlog, Uitgeverij Horizon, 2018, ISBN 9789492159922

## Onderscheidingen
- 1990: Maurits Naessens Award (Bank van Parijs en de Nederlanden) voor haar proefschrift
- 1999: Arkprijs van het Vrije Woord
- 2014: commandeur in de kroonorde
- 2015: Davidsfonds Geschiedenisprijs
- juli 2016: opname in de Belgische adel met de persoonlijke titel barones.
- 2019: Henriëtte de Beaufort-prijs voor de biografie Gabrielle Petit. Dood en leven van een Belgische spionne tijdens de Eerste Wereldoorlog.